# 心を開いて
「心を開いて」（こころをひらいて）は、ZARDの18作目のシングル。

## 概要
- ポカリスエットのCMソングとして使用され、自身の曲では「揺れる想い」（1993年）以来2度目のタイアップとなった。なお、ポカリスエットCM音源とCD収録音源はコーラスアレンジが異なる。
- ゴールデンウィーク中の物流事情により、前週5月1日に入荷された上で販売が行われていた。この件は、当時B-GramのメッセージサービスB-VOICEで告知されていた。
- 歴代ポカリスエットのCMソングとして使用されたDEENの「瞳そらさないで」、FIELD OF VIEWの「突然」も坂井の詞提供作品であり、いずれもセルフカバーしている。
- ミキシングは、B'zの「Real Thing Shakes」のプロデュースのために来日していた、レッド・ツェッペリンなどのエンジニアを務めたアンディ・ジョンズによるものである。アンディは、『TODAY IS ANOTHER DAY』収録の「眠り」や、2005年発売の『君とのDistance』収録の「月に願いを」でもミキシングを担当した。
- PVは外国人の子供（男女）が浜辺ではしゃぐシーンと、サビの一部を歌唱するシーンを織り交ぜた1コーラスのみのPVが発表されていたが、坂井の死後、モナコとシドニーで撮影された映像を再編集した完全版が発表された。
- シングルジャケットは揺れる想いなどと同様、坂井が好きだった青が使用された。

## チャート成績
- 初登場1位(初動33.9万枚)、累計枚数は74.7万枚を記録した。ZARDのシングル作品では9番目のヒット曲となっている。

## 収録曲
1. 心を開いて
作詞：坂井泉水
作曲：織田哲郎
編曲：池田大介
  - 大塚製薬「ポカリスエット」CMソング
  - コーラスは川島だりあ、生沢佑一。
  - 元々は「揺れる想い」の頃に既にデモテープが存在し、お蔵入りになっていたのを発表したと言われる[1]。ZARDのシングル表題曲では初の池田大介単独による編曲。2007年に行われたファン投票では6位となり、ベストアルバム『ZARD Request Best 〜beautiful memory〜』にはライブバージョンが収録された。
  - 坂井によると「4年ぐらい前からずっとお取り置きになっていたデモテープを、制作スタッフが見つけてきてくれて…。」「イントロのピアノ・メロを、皆で考えたりして、最終的にそれをアレンジャーの池田大介さんにまとめてもらいました。」と語っている[注 2]。
  - 作曲者の織田哲郎は「見事なまでに何の奇もてらっていない一番素朴なメロディで、坂井さんの歌詞も何一つ奇をてらっていないので、普通のディレクターだと度胸が要るので良い曲だけどちょっと地味じゃないかと言われて終わっちゃうことが多いが、よくぞこういう形（ポカリスエットタイアップのシングル）で使っていただいたなととても嬉しく思います」と後に語っている。
  - 元FIELD OF VIEWの浅岡雄也が、ZARDの楽曲で一番好きだと評した曲。
  - タイトルは「ほんのちょっと心を開いたら人に対しても違った見方ができるのでは」という思いからつけられた。
  - アンディ・ジョンズが手掛けたコンピューターで打ち込んだデジタルのドラムスは、躍動感がある仕上がりになっている。[2]
2. Change my mind
作詞：坂井泉水
作曲：栗林誠一郎
編曲：葉山たけし
  - 歌詞の内容は三角関係での人間模様。栗林作品特有の繊細なメロディが印象的な楽曲。
3. 心を開いて（オリジナルカラオケ）
4. Change my mind（オリジナルカラオケ）

## 楽曲の収録アルバム
- TODAY IS ANOTHER DAY（#1）
- ZARD BLEND 〜SUN&STONE〜（#1）
- ZARD BEST The Single Collection 〜軌跡〜（#1）
- ZARD Cruising & Live 〜限定盤ライヴCD〜（#1、ライブバージョン）
- ZARD BLEND II 〜LEAF&SNOW〜（#2）
- Golden Best 〜15th Anniversary〜（#1）
- ZARD Request Best 〜beautiful memory〜（#1、'07 Live Ver.）
- BEST HIT BEING（#1）
- ZARD Single Collection 〜20TH ANNIVERSARY〜（#1,2）
- ZARD Forever Best 〜25th Anniversary〜（#1）